# 阿雷纳尔广场
阿雷纳尔广场位于西班牙安达卢西亚赫雷斯-德拉弗龙特拉市中心。在基督徒重新征服后，它变成了一个决斗和战斗的舞台，因此得名（“战斗之地”）。现在它是城市的主要广场。这里有米格尔·普里莫·德·里维拉（Miguel Primo de Rivera）骑马雕像，是马里亚诺·本利尔（Mariano Benllieure）的作品。

## 历史

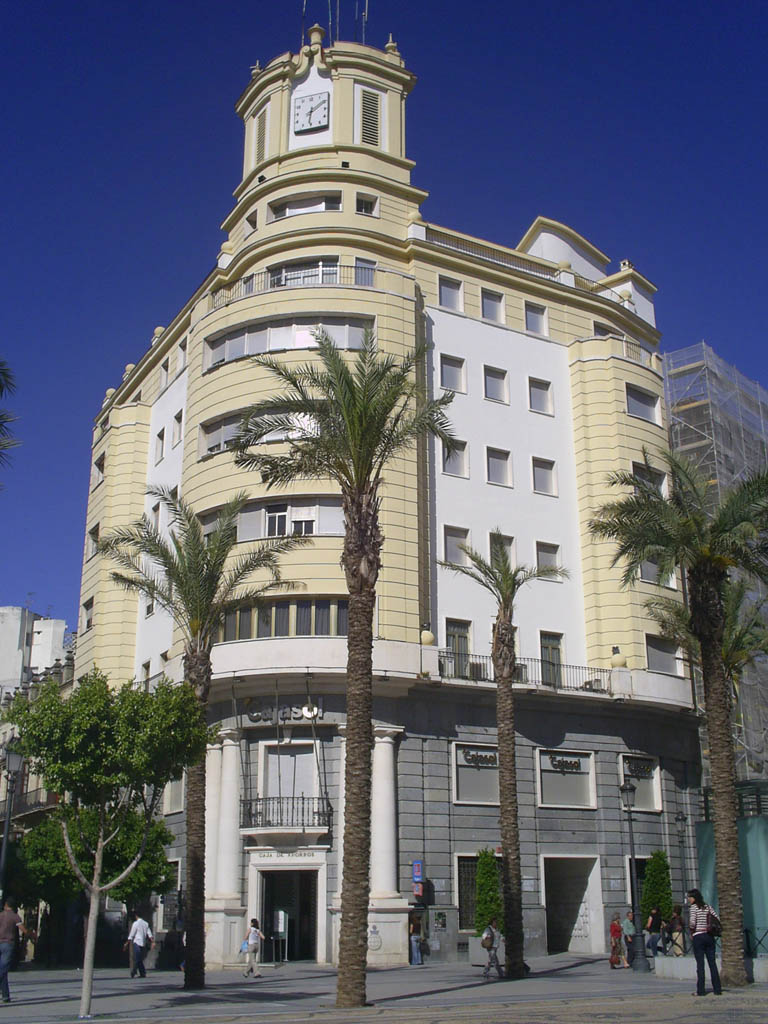

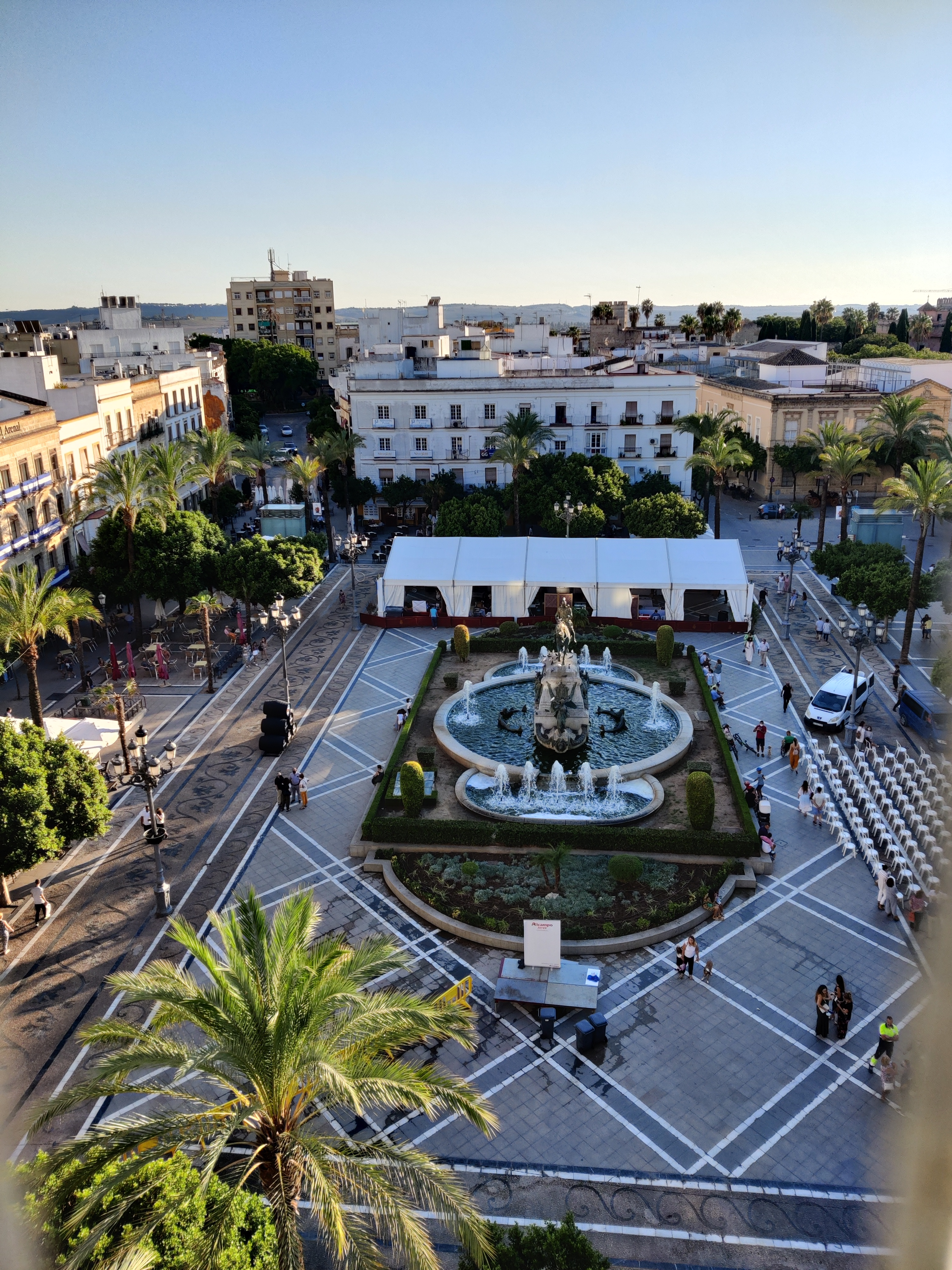

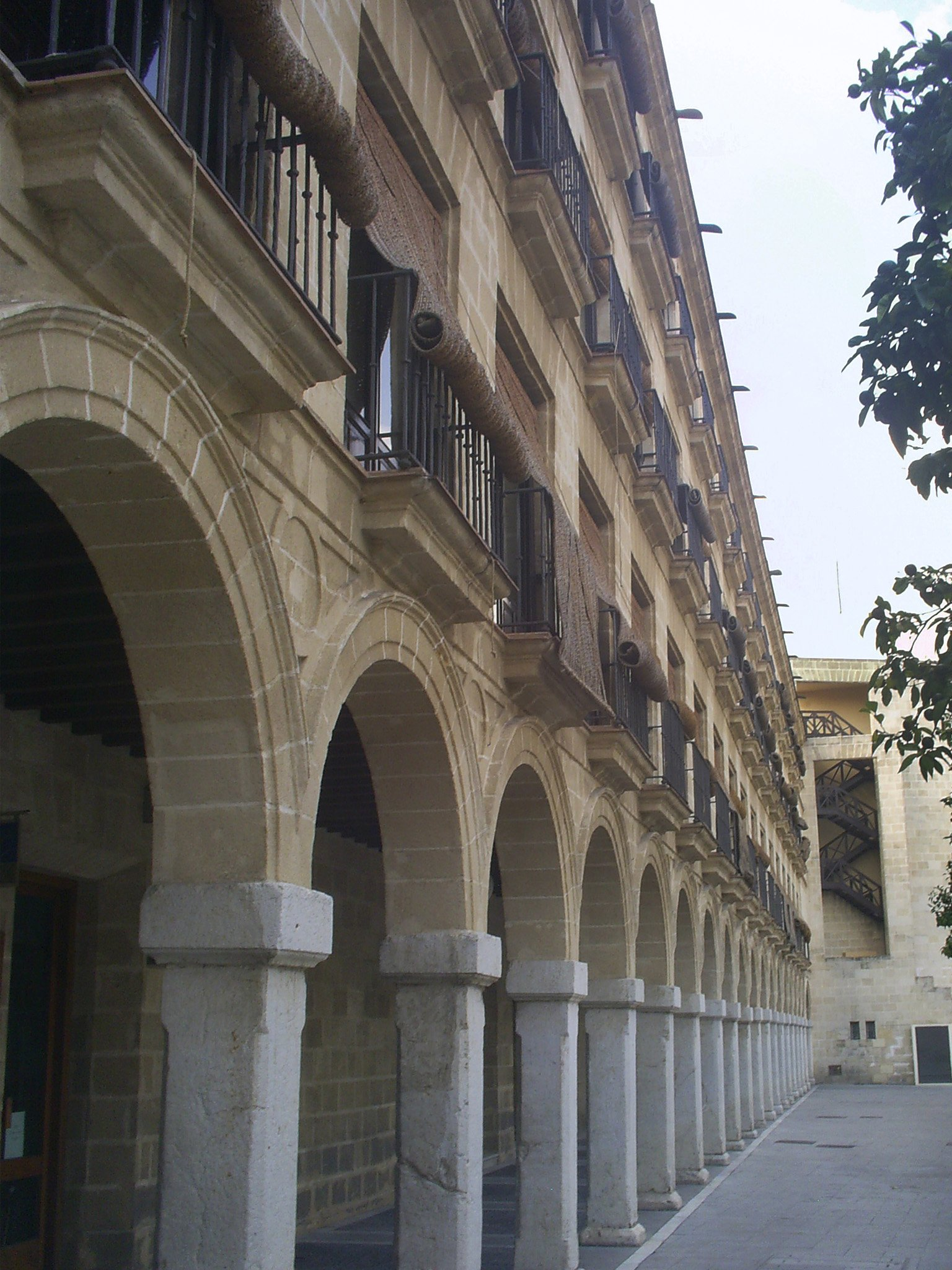

阿雷纳尔广场是在城墙外的一块土地上形成的，那里曾经是穆斯林的墓地。

## 名称

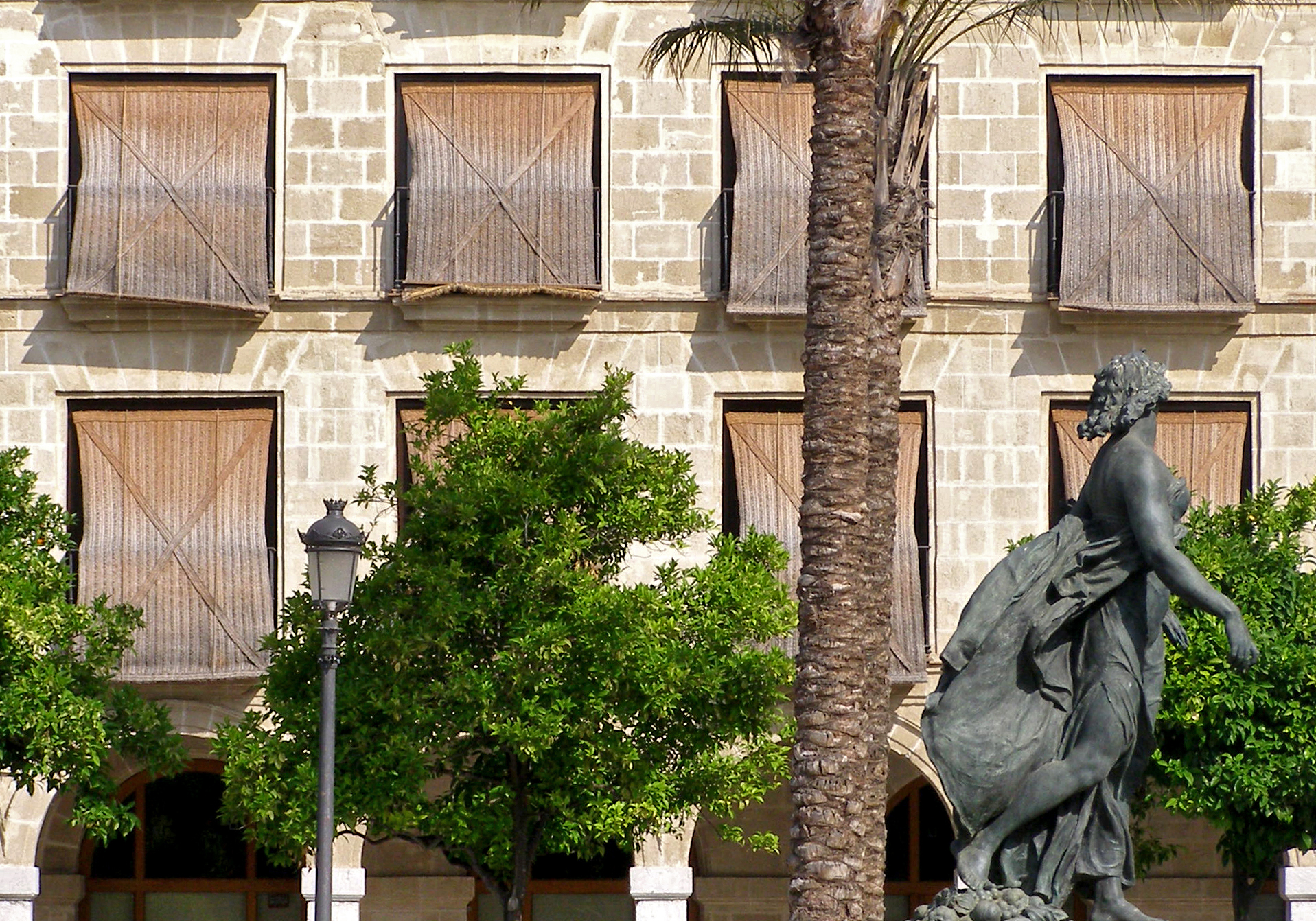

1. 阿雷纳尔广场（Plaza del Arenal）：是广场最古老的名称，现在的官方名称，这个名字是因为它是骑士之间战斗和对抗的舞台。1343年，鲁伊·佩兹·德比德马和帕约·罗德里格斯·达维拉之间持续了三天的艰苦斗争。阿雷纳尔的名字来自拉丁语“Arenariun”，意思是“战斗的地方”。
2. 天主教双王广场（Plaza de los Reyes Católicos），以纪念1477年10月天主教双王到访赫雷斯。
3. 费尔南多七世广场（Plaza de Fernando VII）：得名于西班牙费尔南多七世。
4. Plaza de Isabel II。
5. 宪法广场（Plaza de la Constitución）：纪念1812年宪法颁布
6. 共和国广场（Plaza de la República），1931年至1936年
7. 阿方索十二世广场（Plaza de Alfonso XII）：1885年以西班牙国王阿方索十二世命名。

## 建筑
- Alhóndiga

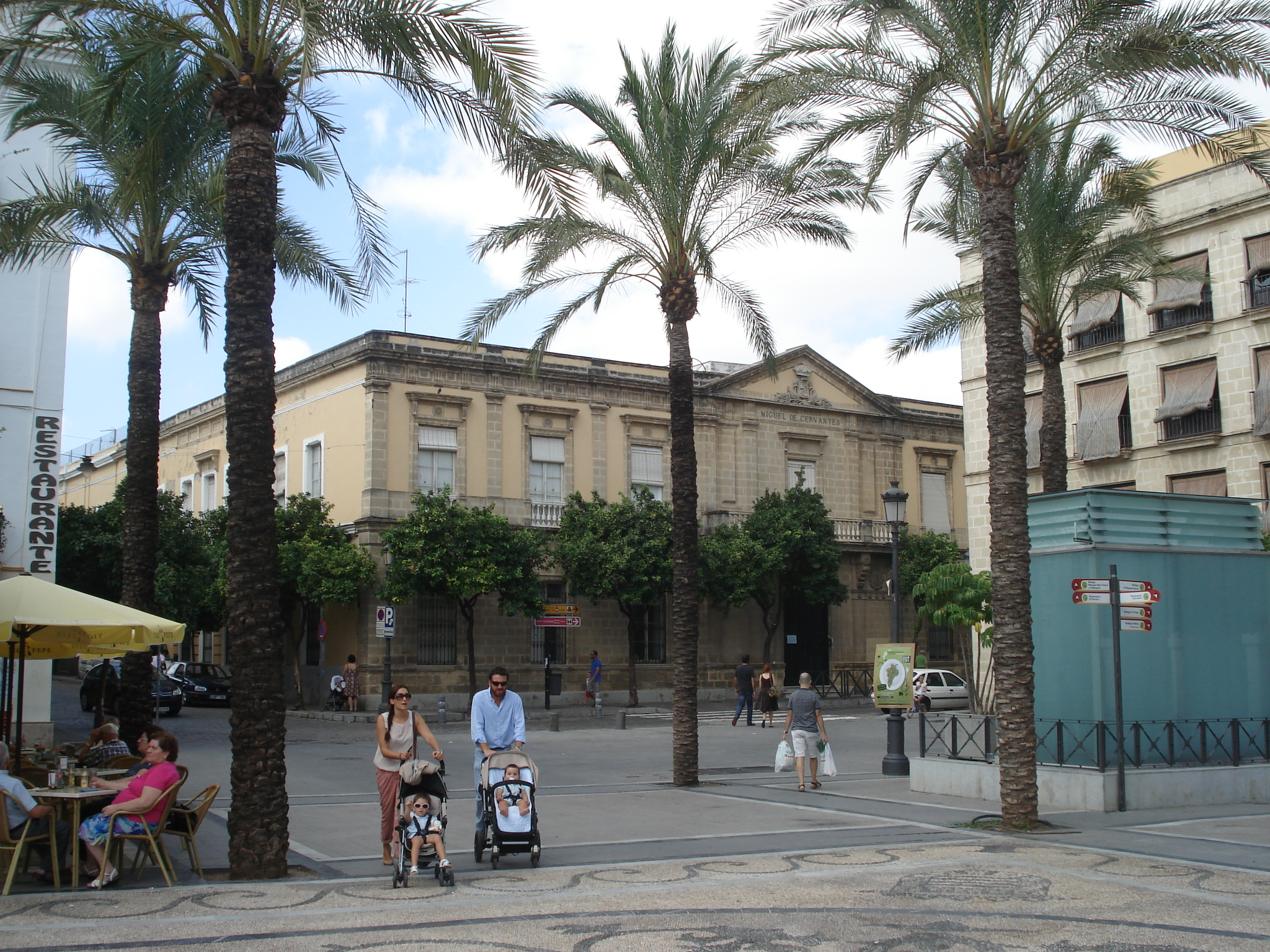
Alhóndiga.

- 司法宫（Palacio de Justicia））新古典主义的立面建于18世纪。

## 普里莫·德·里维拉骑马雕像

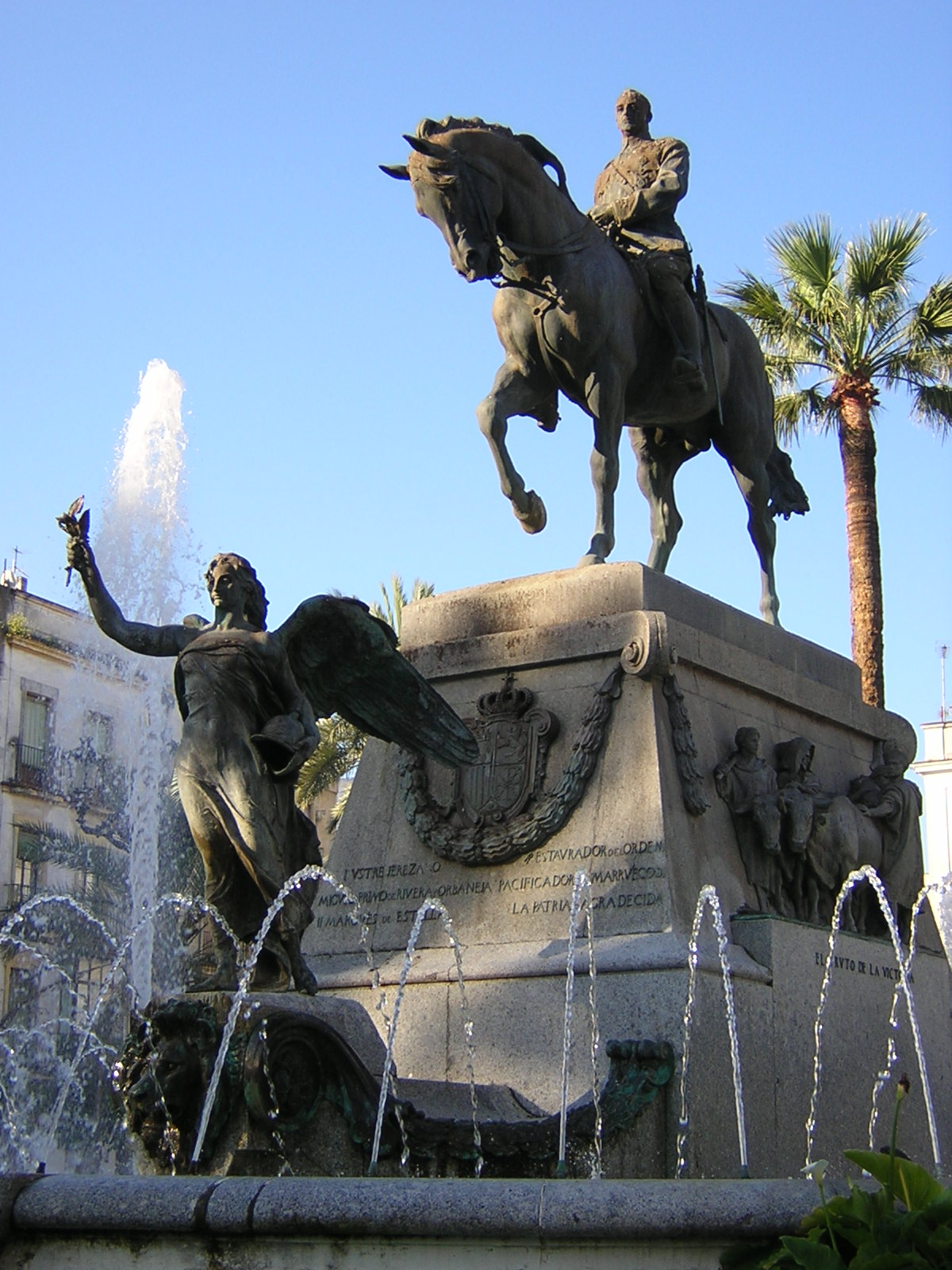
普里莫·德·里维拉骑马雕像

米格尔·普里莫·德·里维拉骑马雕像立于1928年，位于广场中央。在21世纪初的广场改造过程中，它被拆除、修复并重新安置。